# Bayard Taylor
Bayard Taylor (11 de enero de 1825-19 de diciembre de 1878), fue un poeta, crítico literario, traductor, autor de libros de viajes y diplomático estadounidense. Como poeta, fue muy popular; una vez, una multitud de más de 4000 personas asistieron a una lectura de poesía, lo que fue un récord que se mantuvo durante 85 años. Sus diarios de viaje fueron populares tanto en los Estados Unidos como en Gran Bretaña. Ocupó puestos diplomáticos en Rusia y Prusia.

## Biografía
Taylor nació el 11 de enero de 1825, en Kennett Plaza en el condado de Chester , Pensilvania. Fue el cuarto hijo , el único que sobrevivió a sus padres , una pareja de cuáqueros llamados, Joseph y Rebecca (née Manera) Taylor. Su padre era un labrador rico. Bayard recibió su instrucción temprana en una academia en Del oeste Chester, Pensilvania, y más tarde en el cercano Unionville. A la edad de diecisiete, trabajo como aprendiz en una impresora en el oeste de Chester. El crítico influyente y editor Rufus Wilmot Griswold le animó a escribir poesía y con ello nació el volumen Ximena; or The battle of the Sierra Morena, and other poems, que se publicaron en 1844 y fueron dedicados a Griswold.
Utilizando el dinero de su poesía y un avance para artículos de viaje, visitó partes de Inglaterra, Francia, Alemania e Italia, haciendo gran parte de las visitas andando durante casi dos años. Envió notas de sus viajes al Tribune, El Correo de Anochecer del sábado, y La Gaceta de Estados Unidos.
En 1846, publicó una colección de aquellos artículos en dos volúmenes titulados Vistas a pie, o Europa vista con Knapsack y personal. esta publicación le sirvió como invitación para trabajar de ayudante en la editorial de la revista de Graham durante unos cuantos meses en 1848. Este mismo año, Horacio Greeley, editor del New York Tribune, le contrató y le envió a California para informar sobre la fiebre del oro. Regresó por México y publicó otra colección de dos volúmenes de ensayos de viaje: El Dorado o Aventuras en el camino del imperio (1850). En las dos primeras semanas tras su aparición, se vendieron 10 000 copias de los libros en EE. UU. y 30 000 en Gran Bretaña.

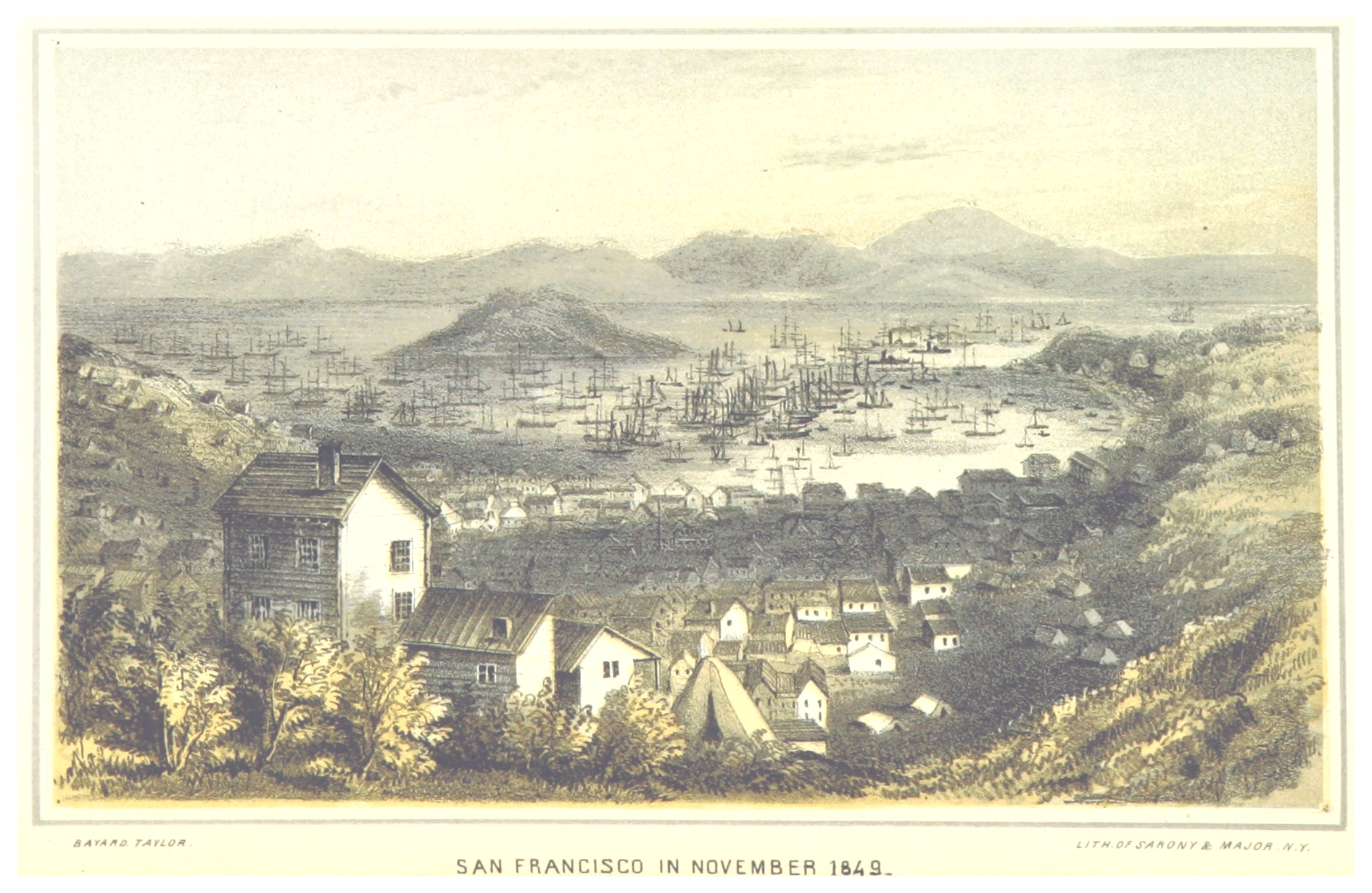
Ilustración de San Francisco en noviembre de 1849, de publicación El Dorado.

En 1849 Taylor se casó con Mary Agnew, que murió al año siguiente de tuberculosis Este mismo año, Taylor ganó un concurso popular patrocinado por P. T. Barnum para escribir una oda para el "Ruiseñor sueco", la cantante Jenny Lind. Sus poemas "Saludos a América" fueron musicalizados por Julius Benedict e interpretados por Jenny en numerosos conciertos durante su visita a Estados Unidos.
En 1851 viajó a Egipto, siguiendo la rivera del Nilo según las coordenadas 12° 30' N. También viajó a Palestina y países mediterráneos, escribió poesía basada en sus experiencias. Hacia finales de 1852, navegó de Inglaterra a Calcuta y después a China, donde se unió a la expedición de Matthew Calbraith Perry a Japón. Los resultados de estos viajes fueron publicados como Viaje a África Central o Vida y paisajes de Egipto a los reinos negros del Nilo Blanco (1854), Las tierras del saraceno o Cuadros de Palestina, Asia Menor, Sicilia y España (1854) y Una visita a India, China y Japón en el año 1853 (1855).
Regresó a los EE. UU. el 20 de diciembre de 1853, y se dedicó a realizar conferencias públicas con gran éxito desde Maine a Wisconsin. Durante dos años, viajó al norte de Europa para estudiar la vida, la lengua y la literatura sueca. El viaje inspiró su poema narrativo Lars. Su serie de artículos Swedish Letters para el Tribune fue republicada como Northern Travel: Summer and Winter Pictures (Viaje al norte: Imágenes de verano e invierno, 1857).
En Berlín en 1856, Taylor conoció al gran científico alemán Alexander von Humboldt, esperando entrevistarle para la Nueva York Tribune. Humboldt fue bien recibido, y preguntó si tendrían que hablar en inglés o en alemán. Taylor planeó ir a Asia central, donde Humboldt había viajado en 1829. Taylor informó a Humboldt de la muerte de Washington Irving; ambos se habían conocido en París. En 1857, Taylor volvió a encontrarse con Humboldt en Potsdam.
En octubre de 1857, se casó con Maria Hansen, la hija del astrónomo/alemán danés Peter Hansen. La pareja pasó el invierno siguiente en Grecia. En 1859 Taylor regresó a América y dio clases en San Francisco.
En 1862, fue designado para formar parte del servicio diplomático de los EE. UU. como secretario de la delegación en San Petersburgo, y ministro suplente en Rusia de 1862 a 1863, después de la dimisión del embajador Simon Cameron.

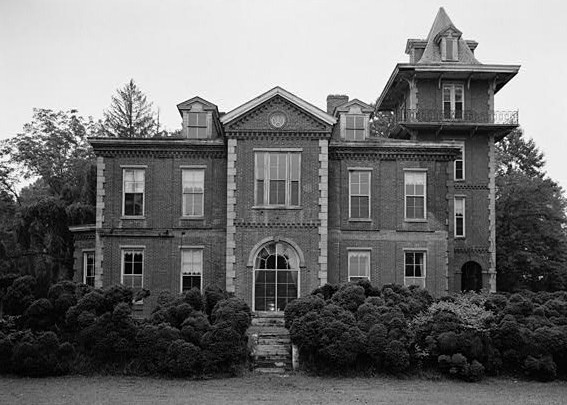
Cedarcroft, la casa de Taylor.

Publicó su primera novela Hannah Thurston en 1863. El diario The New York Times le alabó por trazar nuevos caminos de éxito asegurado. Una segunda apreciación posterior en el mismo periódico fue absolutamente negativa, describe "una situación sin rumbo ni sentido que lleva a otra idéntica, y así sucesivamente hasta enloquecer". Concluía: "los lugares comunes y pueriles que de otro modo sólo plantean una sonrisa, cuando se enfrentan a tales pretensiones pomposas, excitan el desprecio de todos los que tienen en él los instintos más débiles de la honestidad común en la literatura". Este comentario resultó beneficioso para su novela, lo que permitió a su editor anunciar la publicación de otra de sus novelas para el año siguiente.
En 1864 Taylor y su mujer Maria regresaron a los EE. UU. En 1866, Taylor viajó a Colorado y atravesó las montañas del norte en caballo con un grupo de personas entre las cuales se encontraba William Byers, editor del diario Rocky Mountain News. Sus cartas que describen esta aventura fueron más tarde recopiladas y publicadas con el nombre de Colorado: Un viaje de verano.
Su última novela, Joseph y su amigo: Una Historia de Pensilvania (1870), fue publicada por entregas en la revista El Atlántico, y describe la historia de un hombre joven en la Pensilvania rural y "los problemas qué surgen por la falta de una educación y cultura más amplia". Se cree que se basó en los poetas Fitz-Greene Halleck y Joseph Rodman Drake, y desde finales del siglo 20 ha sido reconocida como la primera novela gay americana. Taylor ya lo anunció en la presentación de un monumento en homenaje a Halleck en su ciudad natal, Guilford, Connecticut. Dijo que dedicar este monumento a un poeta americano "simboliza el crecimiento intelectual del pueblo estadounidense (...) La vida del poeta que duerme aquí representa el largo período de transición entre la aparición de la poesía americana y la creación de una público agradecido e identificado con ella."
Taylor imitó y parodió la escritura de varios poetas en Diversions del Club de Eco (Londres, 1873; Boston, 1876). En 1874 Taylor viajó a Islandia como reportero para el Tribune para el aniversario del primer milenio de asentamiento europeo allí.
Durante marzo de 1878, el Senado de EE. UU. confirmó su nombramiento como ministro de Estados Unidos para Prusia. Mark Twain, que viajó a Europa en el mismo barco, sintió envidia por su nombramiento.
Unos cuantos meses después de llegar a Berlín, Taylor murió el 19 de diciembre de 1878. Su cuerpo fue repatriado a los EE. UU. y enterrado en Kennett Square, Pensilvania. The New York Times publicó su necrología en su portada, refiriéndose a él como "un gran viajero, tanto sobre la tierra, como sobre el papel." Poco después de su muerte, Henry Wadsworth Longfellow escribió un poema conmemorativo en memoria de Taylor, a instancias de Oliver Wendell Holmes.

## Legado y honores
- Cedarcroft, la casa de Taylor de 1859 a 1874, que construyó cerca de Kennett Square, considerada Hito Histórico Nacional.
- La Escuela de Taylor del Bayard se incluyó en el Registro Nacional de Sitios Históricos en 1988.[22]

## Críticas

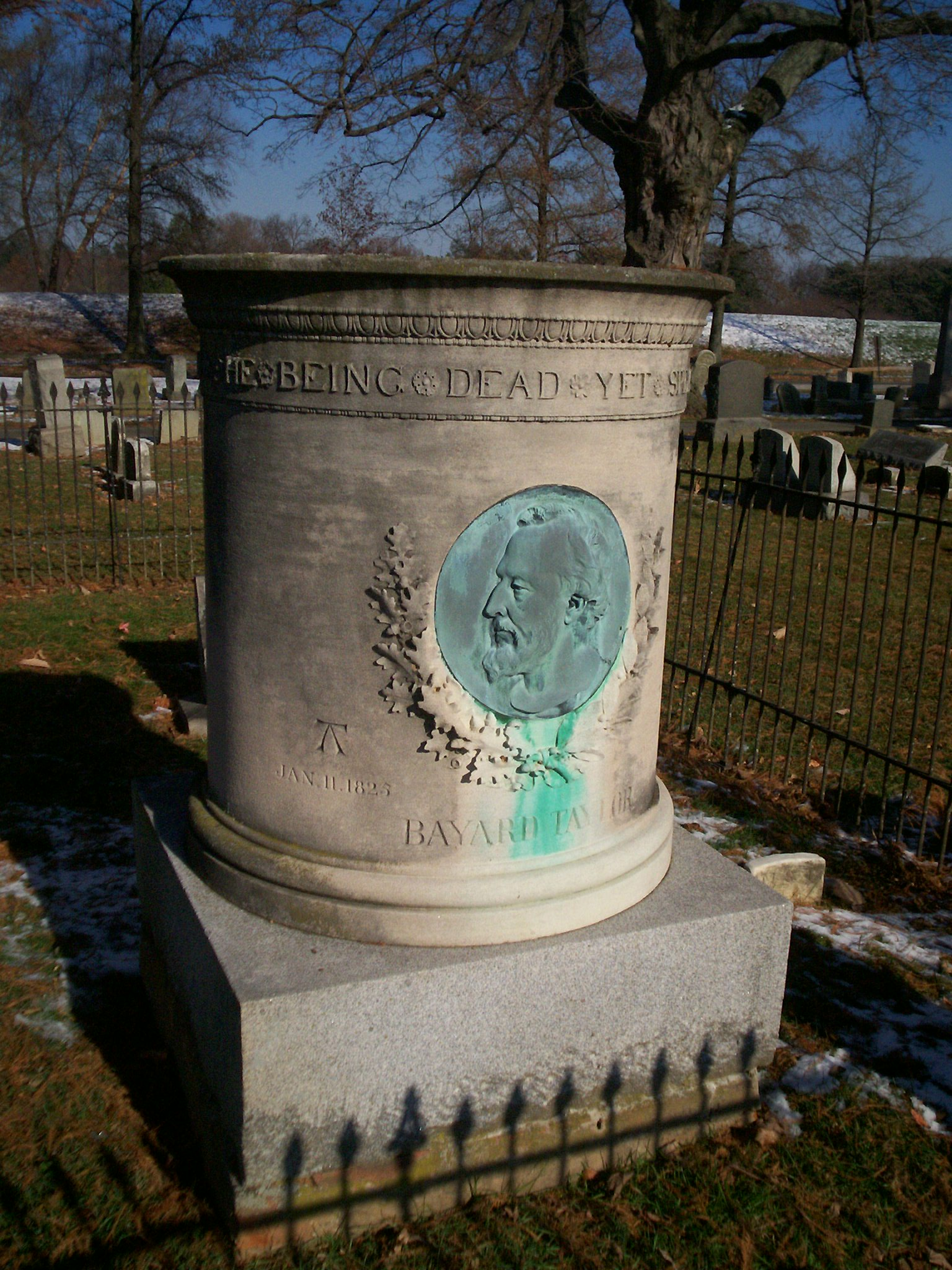
Tumba de Bayard Taylor en Kennett Plaza, Pensilvania

Aunque él quería ser conocido más como poeta, Taylor fue mayormente reconocido como un escritor de viajes durante su vida. Los críticos modernos le han aceptado, en general, como técnico experto en verso, pero carente de imaginación y, en última instancia, consideran su trabajo como un ejemplo convencional de sentimentalismo del siglo XIX.

## Obras publicadas
- Ximena, or the Battle of the Sierra Morena, and other Poems.[24] (1844)
- Views Afoot, or Europe seen with Knapsack and Staff (1846)
- Rhymes of Travel: Ballads and Poems (1849)
- El Dorado; or, Adventures in the Path of Empire.[25] (1850)
- Romances, Lyrics, and Songs (1852)
- A Journey to Central Africa; or, Life and Landscapes from Egypt to the Negro Kingdoms of the White Nile.[26] (1854)
- A Visit to India, China, and Japan in the Year 1853.[27] (1855)
- Poems of the Orient.[28] (Boston: Ticknor and Fields, 1855)
- Poems of Home and Travel (1856)
- Cyclopedia of Modern Travel (1856)
- Northern Travel: Summer and Winter Pictures (1857)
- The Lands of the Saracen; or, Pictures of Palestine, Asia Minor, Sicily and Spain (1859)
- The Life, Travels and Books of Alexander Von Humboldt (1859)
- At Home and Abroad, First Series: A Sketch-book of Life, Scenery, and Men (1859)
- Cyclopaedia of Modern Travel, volume I (1861)
- Prose Writings: India, China, and Japan (1862)
- Travels in Greece and Russia, with an Excursion to Crete (1859)
- Poet's Journal (1863)
- Hanna Thurston (1863)
- John Godfrey's Fortunes Related by Himself: A Story of American Life (1864)
- A Cruise on Lake Ladoga (1864)
- The Poems of Bayard Taylor.[29] (1865)
- The Story of Kennett (1866)
- A Visit to the Balearic Islands, Complete in Two Parts (1867)
- The Picture of St. John (1867)
- Colorado: A Summer Trip (1867)
- The Little Land Of Appenzell (1867)
- The Island of Maddalena with a Distant View of Caprera (1868)
- The Land of Paoli (1868)
- Catalonian Bridle-Roads (1868)
- The Kyffhauser and Its Legend (1868)
- By-Ways of Europe (1869)
- Joseph and His Friend: A Story of Pennsylvania (1870)
- The Ballad of Abraham Lincoln (1870)
- Faust: A Tragedy Translated in the Original Metres (1870–1871)
- Sights in and around Yedo (1871)
- Northern Travel (1871)
- Beauty and the Beast: And Tales of Home (1872)
- Japan in Our Day (1872)
- The Masque of the Gods (1872)
- The Heart of Arabia (1872)
- Travels in South Africa (1872)
- At Home and Abroad: A Sketch-Book of Life, Scenery and Men (1872)
- Diversions of the Echo Club (1873)
- Lars: A Pastoral of Norway (1873)
- Wonders of the Yellowstone – The Illustrated Library of Travel, Exploration and Adventure (with James Richardson) (1873)
- Northern Travel: Summer and Winter Pictures – Sweden, Denmark and Lapland (1873)
- Lake Regions of Central Africa (1873)
- The Prophet: A Tragedy (1874)
- Home Pastorals, Ballads & Lyrics (1875)
- Egypt And Iceland In The Year 1874 (1875)
- Boys of Other Countries: Stories for American Boys (1876)
- Echo Club and Other Literary Diversions (1876)
- Picturesque Europe Part Thirty-Six (1877)
- The National Ode: The Memorial Freedom Poem (1877)
- Bismarck: His Authentic Biography (1877)
- Assyrian Night-Song (August 1877)
- Prince Deukalion (1878)
- Picturesque Europe (1878)
- Studies in German Literature (1879)
- Travels in Arabia.[30] (1892)
- A School History of Germany (1882)

### Ediciones
Ediciones de sus Trabajos Poéticos y de sus Trabajos Dramáticos fueron publicados en Boston en 1888; su Vida y Cartas (Boston, 2 vols., 1884) fue editada por su mujer y Horacio Scudder.
Marie Hansen Taylor traduce , German Bayard's Greece (Leipzig, 1858), Hannah Thurston( Hamburg, 1863) Story of Kennett (Gotha, 1868), Tales of Home (Berlín, 1879), Estudios de Literatura Alemana (Leipzig, 1880), y las notas a Fausto, ambas partes (Leipzig, 1881). Tras la muerte de su marido, editó, con notas, sus trabajos dramáticos (1880), y en el mismo año sus poemas en una "Edición del hogar", y reunió sus Ensayos críticos y Notas literarias. En 1885 preparó una edición escolar de Lars, con notas y un bosquejo de la vida de su autor.